# 家有傑克
《家有傑克》（英語：Jack）是一部上映於1996年的美國喜劇電影，該片由羅賓·威廉斯主演、法蘭西斯·柯波拉導演。該片亦有黛安·蓮恩、珍妮佛·洛佩茲、法蘭·德瑞雪、比爾·寇司比及布萊恩·克溫等演員參與演出。威廉斯所飾之角色Jack Powell為一罹患維爾納綜合症的男孩。

## 簡介
主角Jack Powell是一個早產兒，並被醫生診斷為一名早衰症患者，他的生長速度為一般正常人的四倍。為此，傑克在10歲的年齡之下擁有著40歲的身軀，片中敘述著他的生活點滴以及經歷的種種冒險與挫折。